# Dimbokro (departement)
Dimbokro är ett departement i Elfenbenskusten. Det ligger i regionen N'zi, i den centrala delen av landet, 60 km öster om huvudstaden Yamoussoukro.